# Ломакин, Николай Павлович
Никола́й Па́влович Лома́кин (1830—1902) — русский военачальник, генерал от инфантерии, участник Туркестанских походов.

## Биография
Николай Павлович Ломакин родился 31 января 1830 года в городе Баку. Воспитание получил в Полоцком кадетском корпусе и Дворянском полку. 13 июня 1848 г. был произведён в прапорщики и назначен на службу в 19-ю артиллерийскую бригаду. С 1850 по 1863 г. с отличием участвовал в Кавказской войне: с 01.01.1855 по 13.02.1858 — адъютант штаба 20-й артбригады, (с 13.08.1851 — подпоручик, с 31.03.1853 — поручик, 26.08.1858 — штабс-капитан, с 03.09.1861 — капитан) затем с 14.08.1861 состоял для особых поручений при командующем войсками Дагестанской области и с 26.05.1870 был начальником Мангышлакского отряда. С 21.11.1865 — подполковник, с 02.11.1870 — полковник.
В Хивинском походе 1873 года Ломакин командовал Мангышлакским отрядом и за отличие получил чин генерал-майора (старшинство от 22 июля 1873 г.), золотую саблю с надписью «за храбрость» и был награждён орденами Святого Владимира 3-й степени с мечами, германским Красного Орла 2-й степени со звездой и мечами (23 декабря 1873), персидским Льва и Солнца 1-й степени. С 02.05.1874 — начальник Закаспийского военного отдела и командир Красноводского отряда, в 1876 г. награждён орденом св. Станислава 1-й степени.
В 1879 году Н. П. Ломакин за смертью генерала И. Д. Лазарева был поставлен во главе экспедиции в Ахал-Теке, но после провала штурма им Геок-Тепе и последующего трудного отступления с большими потерями сдал начальствование экспедицией генералу Тергукасову.
14.01.1881 был назначен Тифлисским губернским воинским начальником, а спустя три года — с 31.08.1884 — начальником 24-й местной бригады; в 1882 г. получил орден св. Анны 1-й степени, в 1885 г. — орден св. Владимира 2-й степени. 30.08.1886 Ломакин был произведён в генерал-лейтенанты, а в следующем году — 22.12.1887 получил в командование 19-ю пехотную дивизию. В период 1890—1897 гг. временно командовал 12-м корпусом. 16 июня 1897 г. Ломакин вышел в отставку, с производством в генералы от инфантерии и отдался общественной деятельности.
Николай Павлович Ломакин умер в Тифлисе 14 февраля 1902 года.
Кроме нескольких статей учёного характера, Ломакину принадлежат ценные записки о своей службе: «Десять лет в Закаспийском крае», напечатанные в «Военно-историческом вестнике» в 1911—1912 гг.